# San Carlos (Texas)
San Carlos es un lugar designado por el censo ubicado en el condado de Hidalgo en el estado estadounidense de Texas. En el Censo de 2010 tenía una población de 3130 habitantes y una densidad poblacional de 668,42 personas por km².

## Geografía
San Carlos se encuentra ubicado en las coordenadas 26°17′44″N 98°3′47″O / 26.29556, -98.06306. Según la Oficina del Censo de los Estados Unidos, San Carlos tiene una superficie total de 4.68 km², de la cual 4.68 km² corresponden a tierra firme y (0%) 0 km² es agua.

## Demografía
Según el censo de 2010, había 3130 personas residiendo en San Carlos. La densidad de población era de 668,42 hab./km². De los 3130 habitantes, San Carlos estaba compuesto por el 96.42% blancos, el 0% eran afroamericanos, el 0% eran amerindios, el 0% eran asiáticos, el 0% eran isleños del Pacífico, el 2.2% eran de otras razas y el 1.37% pertenecían a dos o más razas. Del total de la población el 98.47% eran hispanos o latinos de cualquier raza.

## Educación
El Distrito Escolar Consolidado Independiente de Edinburg (ECISD) gestiona las escuelas públicas que sirven a San Carlos.

Escuelas primarias que sirven a San Carlos son San Carlos Elementary School y John F. Kennedy Elementary School.
Escuelas secundarias que sirven a San Carlos son Harwell Middle School y Memorial Middle School (6-8). Edinburg High School (9-12) sirve a todo de la comunidad.
El Distrito Escolar Independiente South Texas gestiona escuelas magnet que sirven a la comunidad.